# موسکوچ جی۵
موسکوچ جی۵ (Moskvitch G۵) خودرویی است که در سال‌های ۱۹۶۵ تا ۱۹۷۶تولید شده‌است. وزن آن در حالت طبیعی ۵۸۰ کیلوگرم (۱٬۲۷۹ پوند) است.
موتور آن ۱۵۰۰ سی‌سی است.